# 愛する人はひとり
「愛する人はひとり」（あいするひとはひとり）は、尾崎紀世彦の楽曲。1971年11月25日、5枚目のシングルとして日本フォノグラムより発売。規格品番はFS-1225。

## 解説
前作のリカットシングル「雪が降る」から、1か月後に発売。
オリコンシングルチャート2位、1972年の年間16位、同チャート集計売上は39.3万枚を記録した。

## 収録曲
- 両曲とも、作詞：阿久悠、作曲・編曲：筒美京平

1. 愛するひとはひとり
2. 自由であれば

## 収録アルバム
オリジナル・アルバム
- 『尾崎紀世彦アルバムNo.4』 (#01) 1971年

ベスト・アルバム
- 『GOLDEN☆BEST 尾崎紀世彦』 (#04) 2003年
- 『-SPECIAL BOX- 尾崎紀世彦の世界』 (disc:4 #22 ライブ・メドレー) 2007年
- 『ザ・プレミアム・ベスト尾崎紀世彦』 (#04) 2009年

他多数
コンピレーション・アルバム
- 『移りゆく時代 唇に詩 〜阿久悠大全集〜』1996年[2]
- 『青春歌年鑑1972 BEST30』 (disc1 #13) 2000年[3]
- 『筒美京平 GOLDEN HITSTORY 〜また逢う日まで〜』 (disc1 #16) 2012年[4]

## リリース日一覧
| リリース日     | 規格         | 規格品番   | 摘要                                                                                  |
| -------------- | ------------ | ---------- | ------------------------------------------------------------------------------------- |
| 1972年11月25日 | EP           | FS-1225    | オリジナル盤                                                                          |
| 1975年         | コンパクト盤 | FX-3008    | 『また逢う日まで / さよならをもう一度 / 愛する人はひとり / こころの炎燃やしただけで』 |
| 1992年11月26日 | CD           | PHDL-1008  | c/w「また逢う日まで」                                                                 |
| 2010年9月15日  | MP3、AAC     | 音楽配信   | 『GOLDEN☆BEST 尾崎紀世彦』 (#04)                                                      |
| 2013年9月25日  | CD-R         | VODL-30853 | オリジナル・レコードのオンデマンドCD復刻                                              |

## カバー
愛するひとはひとり
- 仲雅美（1972年、アルバム『PANEL DELUXE I』収録）
- 寺内タケシとブルージーンズ（1972年、アルバム『歌のないエレキ歌謡VOL.4』収録[7]）
- メル・テイラー（1972年アルバム『太陽・海・愛』）＊メル・テイラー・ダイナマイト名義
- 北原ミレイ（2015年、アルバム『北原ミレイ〜阿久悠作品を唄う〜』収録）

自由であれば
- 福沢良（1974年、シングルA面収録）
- 三浜鉄平（1974年のアルバム『懐かしいひと』収録[8]）
- 益己健（1983年、シングルA面収録）